# Scionella vinogradovi
Scionella vinogradovi är en ringmaskart som först beskrevs av Uschakov 1955.  Scionella vinogradovi ingår i släktet Scionella och familjen Terebellidae. Inga underarter finns listade i Catalogue of Life.